# Варатик (Рышканский район)
Варатик (рум. Văratic, Вэратик) — село в Рышканском районе Молдавии. Относится к сёлам, не образующим коммуну.

## География
Село расположено на высоте 166 метров над уровнем моря.

## Население
По данным переписи населения 2004 года, в селе Вэратик проживает 2253 человека (1104 мужчины, 1149 женщин).
Этнический состав села:
| Национальность | Число жителей | Процентный состав |
| -------------- | ------------- | ----------------- |
| молдаване      | 2225          | 98.76             |
| русские        | 13            | 0.58              |
| украинцы       | 12            | 0.53              |
| румыны         | 1             | 0.04              |
| прочие         | 2             | 0.09              |
| Всего          | 2253          | 100%              |